# Dichotomius femoratus
Dichotomius femoratus là một loài bọ cánh cứng trong họ Bọ hung (Scarabaeidae).